# Hudhail

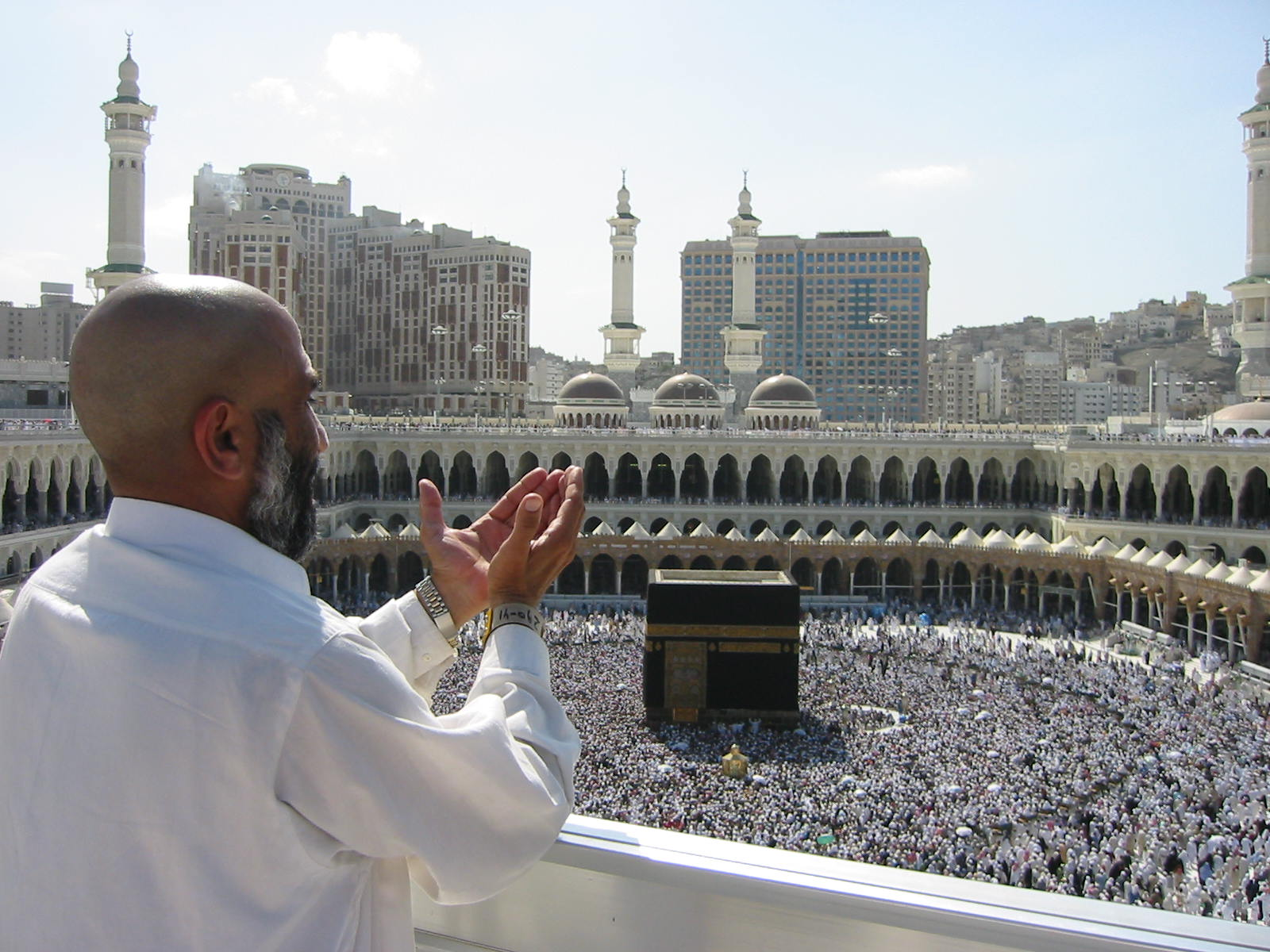
Pilger vor der al-Harām-Moschee in Mekka, Heimat der Adnaniter

Die Hudhail (arabisch هذيل, DMG Huḏail) sind ein arabischer Stamm, der sich auf Adnan zurückführt und dessen Angehörige im Westen des heutigen Königreichs Saudi-Arabien, dem Hedschas ansässig sind. Sie sind Nachkommen Hudhails, eines Enkels des Elias, der nach dem Propheten Elija benannt war.

## Herkunft
Der Stamm lässt sich nach dem Mythos des Stammes in seiner genealogischen Geschichte über seinen gleichnamigen Gründervater bis hin zu Adam zurückverfolgen: Hothail Sohn des Madrakah Sohn des Elias (Elija) Sohn des Madher Sohn des Nazar Sohn des Ma'ad Sohn des Adnan Sohn des Add Sohn des Send Sohn des Napyot Sohn des Ishmael Sohn des Abraham Sohn des Azar Sohn des Nahor Sohn des Serug Sohn des Reu Sohn des Phaleg Sohn des Eber Sohn des Shaleh Sohn des Arpachschad Sohn des Sem Sohn des Noach Sohn des Lamech Sohn des Metuschelach Sohn des Idris Sohn des Jered Sohn des Mahalalel Sohn des Qenan Sohn des Enos Sohn des Set Sohn des Adam.

## Nachkommen

Geschätzte Siedlungsgebiete und einige der wichtigen Stämme, sowie das Reich auf der arabischen Halbinsel vor der Geburtsstunde des Islam (etwa 600 n. Chr. / 50 v. Hidschrah nach präislamischer Zeitrechnung).

Der Stamm der Banu Hothail wird in zwei Hauptäste unterteilt: Lihyan Sohn des Hothail und Sa'ad Sohn des Hothail.

### Lihyan Sohn des Hothail
Die Nachkommen Lihyan ibn Hothails, welche das arabische Königreich Lihyan gründeten und gegenwärtig in der Wüste zwischen Mekka und Dschidda leben, werden heute in zwei Clans unterteilt:
- Mohrez, wiederum unterteilt in
  - Alhosianat
  - Aldhban
  - Almosah

- Marer, wiederum unterteilt in
  - Albatahah
  - Almasaibah
  - Alnegimah
  - Aloodah

### Sa'ad Sohn des Hothail
Gegenwärtig existieren vier Stämme, welche als Ableger Sa'ad Sohn des Hothails gelten:
| - Beni, wiederum unterteilt in - Banu Omair - Banu Mas'od - Banu Mohaiya - Banu Nobatah | - Fleet, wiederum unterteilt in - Alhatareshah - Alafran - Al Eyad - Hothail Albogom - Banu Reshah - Almatarefah - Alsa'iedah - Almoatan | - Almasodah, wiederum unterteilt in - Alqrrah - Alawiyyon - Alkabakebah - Banu Eyas - Algawaberah - Alsawalemah - Al-Zaid - Banu Qa'ab - Alhawazemah - Altalhat - Al Aaley - Alnadawe'en - Al Sawaherah - Al Zawaheraah (verbündet mit Hothail und Nachkommen der Zubaydah) - Al Hekman (verbündet mit Hothail und Nachkommen der Quraish) | - Zohair, wiederum unterteilt in - AlSrawnah - Da'ad - Sahelah - Zolayfah. |

## Verwandte Stämme
- Banu Kinanah
- Quraisch
- Sulaim
- Tamim
- Bani Asad
- Thaqif
- Huwazin
- Banu Ghatafan